# Concepción (Chili)
Pour les articles homonymes, voir Concepción.
Concepción est une ville du centre-sud du Chili, capitale de la province homonyme et de la région du Biobío (autrefois, région VIII). Son nom fait référence à l'immaculée Conception.
La conurbation de Grand Concepción, dont elle est le centre géographique, constitue la deuxième agglomération du pays après celle de la capitale Santiago, en termes économique et de population.

## Histoire

### Fondation
Concepción est fondée par Pedro de Valdivia le 5 octobre 1550 à l'est de la baie homonyme. Deux ans plus tard, elle est reconnue comme ville par décret royal. Durant les XVIIe et XVIIIe siècles, elle est dotée d'une audiencia, tribunal de haut rang de l'Espagne coloniale.
Plusieurs séismes endommagent la ville aux XVIe et XVIIe siècles. En mai 1751, un nouveau séisme accompagné d'un tsunami la détruit encore une fois ; il est alors décidé de la reconstruire dans la vallée de la Mocha, au-delà de la zone marécageuse située au fond de la baie de Concepción. L'ancien site de la ville est occupé par celle  de Penco d'où le gentilé de Penquista donné aux habitants de la ville de Concepción

### Escale de La Pérouse

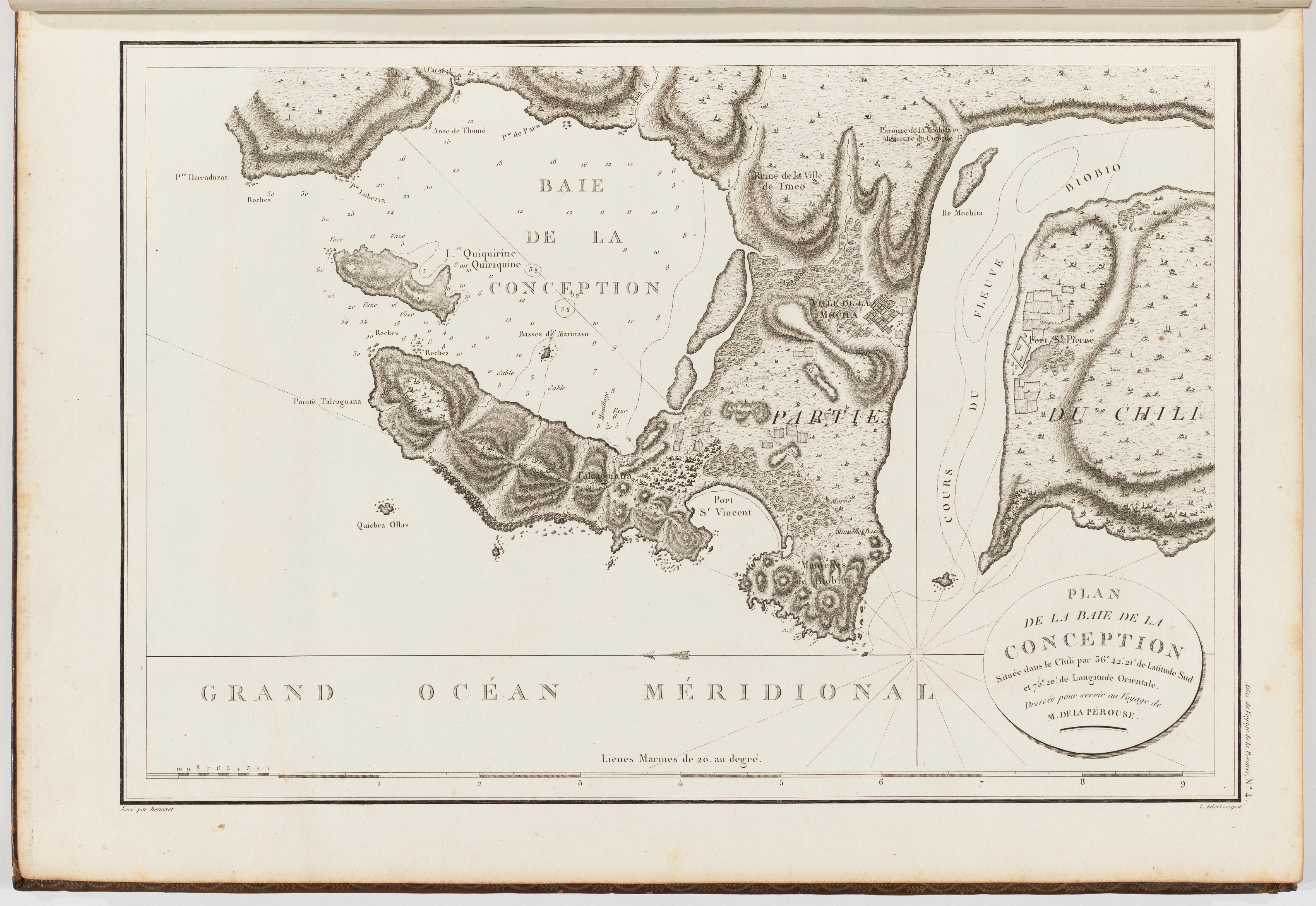
Plan de la baie de la Concepción en février 1786.

Le 23 février 1786, l'expédition de La Pérouse fait mouillage dans l'anse de Talcaguana jusqu'au 17 mars ; le jour même, le capitaine de frégate de la marine d'Espagne M. Postigo dort à bord de La Boussole[réf. nécessaire].
La Pérouse décrit la baie et la ville de la Concepción de l'époque dans son journal de bord :

« La baie de la Concepción est l'une des plus commodes qu'on puisse rencontrer dans aucune partie du monde ; la mer y est tranquille ; il n'y a presque point de courants, quoi que la marée y monte de six pieds trois pouces ; elle est haute les jours de nouvelle et pleine lune, à 1 heure 45 minutes. Cette baie n'est ouverte qu'au vent du nord, qui n'y souffle que pendant l'hiver de ces climats, c'est-à-dire, depuis la fin de mai jusqu'en octobre : c'est la saison des pluies, qui sont continuelles durant cette mousson ; car on peut donner ce nom à ces vents constants auxquels succèdent des vents de sud qui durent le restant de l'année, et sont suivis du plus beau temps. Le seul mouillage où l'on soit à l'abri des vents de nord-est pendant l'hiver, est devant le village de Talcaguana, sur la côte du sud-ouest : c'est d'ailleurs aujourd'hui le seul établissement espagnol de cette baie, l'ancienne ville de Conception, comme je l'ai déjà dit, ayant été renversée par un tremblement de terre en 1751 : elle était bâtie à l'embouchure de la rivière de Saint-Pierre, dans l'est de Talcaguana ; on en voit encore les ruines, qui ne dureront pas autant que celles de Palmire, tous les bâtiments du pays n'étant construits qu'en torchis ou en briques cuites au soleil : les couvertures sont en tuiles creuses, comme dans plusieurs provinces méridionales de France.
Après la destruction de cette ville, qui fut plutôt engloutie par la mer, que renversée par les secousses de la terre, les habitants se dispersèrent et campèrent sur les hauteurs des environs. ce ne fut qu'en 1763 qu'ils firent choix d'un nouvel emplacement à un quart de lieue de la rivière Biobio, et à trois lieues de l'ancienne Conception, et du village de Talcaguana : ils y bâtirent une nouvelle ville ; l'évêché, la cathédrale, les maisons religieuses y furent transférés ; elle a une grande étendue, parce que les maisons n'ont qu'un seul étage, afin de mieux résister aux tremblements de terre qui se renouvellent presque tous les ans.
Cette nouvelle ville contient environ dix mille habitants : c'est la demeure de l'évêque et du mestre-de-camp, gouverneur militaire. Cet évêché confine au nord avec celui de Santiago, capitale du Chili, où le gouverneur général fait sa résidence ; il est borné à l'est par les Cordillères, et s'étend au sud jusqu'au détroit de Magellan ; mais ses vraies limites sont la rivière de Biobio, à un quart de lieue de la ville. Tout le pays du sud de ladite rivière appartient aux Indiens, à l'exception de l'île de Chilöe et d'un petit arrondissement autour de Valdivia. On ne peut donc donner à ces peuples le nom de sujets du roi d'Espagne, avec lequel ils sont presque toujours en guerre. »

### Indépendance
Sur la place d'Armes (la place centrale de la ville), on signe la déclaration d'indépendance le 1er janvier 1818. La place prend alors le nom officiel de place de l'Indépendance. Une autre théorie partagée par de nombreux penquistes veut que Bernardo O'Higgins signa l'acte d'Indépendance à quelques km de là, sur le mamelon rocheux de « Los Morillos de Perales », situé dans la commune voisine de Talcahuano.

## Sismicité
La ville a été ravagée à plusieurs reprises par de puissants séismes. Le premier a lieu peu après sa création, le 8 février 1570.
Le séisme de mai 1751 entraîne la reconstruction de la ville à un nouvel emplacement. 
Un autre tremblement de terre l'anéantit le 20 février 1835, ce que Charles Darwin, arrivé quelques jours plus tard avec le HMS Beagle, décrit dans son récit de voyage.
Le tremblement de terre du 27 février 2010, de magnitude estimée à 8,8, y cause plusieurs victimes et des dégâts matériels importants, bien que très inférieurs à ceux que les communes voisines de Penco, Tomé, Dichato et Talcahuano ont subis.

## Démographie
Durant la seconde moitié du XXe siècle, la ville a connu une forte croissance passant d'environ 50 000 habitants en 1944 à plus d'un million en 2005.
En 2012, la population de la commune s'élevait à 214 926 habitants. La superficie de la commune est de 222 km2 (densité de 968 hab./km2). Grand Concepción constitue la deuxième conurbation du pays avec 967 757 habitants selon le dernier recensement (Censo 2012).

## Géographie

### Situation
La ville est située sur un site boisé typique des régions du centre-sud du Chili.

### Climat
Son climat est de type méditerranéen. La moyenne annuelle des précipitations est de l'ordre de 1 100 mm. Les trois quarts de ce montant tombent entre mai et septembre. Au contraire, les mois d'été (décembre à mars) sont très secs. La température moyenne est 18 °C en janvier (été) et 8 °C en juillet (hiver). En tant que ville proche de l'océan pacifique sud, les températures sont très douces, dépassant rarement les 30 °C en été et ne tombant jamais au-dessous de −3 °C en hiver.
La ville est traversée par le Río Andalién au nord et le Rio Biobío, frontière naturelle du peuple Mapuche, à l'ouest.
| Mois                                  | jan.      | fév.      | mars      | avril     | mai       | juin      | jui.      | août      | sep.      | oct.      | nov.      | déc.      | année     |
| ------------------------------------- | --------- | --------- | --------- | --------- | --------- | --------- | --------- | --------- | --------- | --------- | --------- | --------- | --------- |
| Température minimale moyenne (°C)     | 10,9      | 10,6      | 9,8       | 8,1       | 7,5       | 6,6       | 5,8       | 6         | 6,1       | 7,4       | 8,7       | 10,1      | 8,1       |
| Température moyenne (°C)              | 16,5      | 15,9      | 14,5      | 12,3      | 10,7      | 9,5       | 8,8       | 9,3       | 10,2      | 11,9      | 13,8      | 15,6      | 12,4      |
| Température maximale moyenne (°C)     | 22,8      | 22,5      | 21        | 18,3      | 15,4      | 13,7      | 13,2      | 14        | 15,5      | 17,2      | 19,4      | 21,4      | 17,9      |
| Record de froid (°C) date du record   | 0,9 1968  | 3,6 1971  | 1,6 1971  | −1 1989   | −2,1 1976 | −2,2 2002 | −3,8 1976 | −2,5 1990 | −1,4 1976 | −0,8 1990 | 1 1967    | 3,4 2010  | −3,8 1976 |
| Record de chaleur (°C) date du record | 34,1 2017 | 33,2 1993 | 30,9 2019 | 27,2 1991 | 25,8 1968 | 22 1985   | 21,7 1990 | 25 1978   | 28,8 1996 | 27,6 1983 | 32,5 2016 | 31,7 1996 | 34,1 2017 |
| Ensoleillement (h)                    | 341       | 278       | 255       | 191       | 133       | 114       | 129       | 162       | 197       | 254       | 296       | 331       | 2 681     |
| Précipitations (mm)                   | 15,7      | 15,4      | 25,4      | 72,4      | 182,7     | 230,7     | 198,4     | 153,6     | 84,1      | 57,2      | 33,4      | 21,3      | 1 090,3   |
| Nombre de jours avec précipitations   | 2,6       | 2,6       | 3,7       | 7,6       | 14,5      | 16,1      | 15,3      | 13,5      | 10,2      | 7,6       | 4,8       | 3,5       | 102       |
| Humidité relative (%)                 | 75        | 77        | 80        | 83        | 87        | 88        | 86        | 85        | 82        | 81        | 78        | 76        | 82        |

| Diagramme climatique                                  |              |           |             |              |              |              |          |             |             |             |              |
| J                                                     | F            | M         | A           | M            | J            | J            | A        | S           | O           | N           | D            |
| 22,810,915,7                                          | 22,510,615,4 | 219,825,4 | 18,38,172,4 | 15,47,5182,7 | 13,76,6230,7 | 13,25,8198,4 | 146153,6 | 15,56,184,1 | 17,27,457,2 | 19,48,733,4 | 21,410,121,3 |
| Moyennes : • Temp. maxi et mini °C • Précipitation mm |              |           |             |              |              |              |          |             |             |             |              |

## Religion
Le catholicisme est la religion majoritaire, bien que de plus en plus concurrencé par le protestantisme évangélique venu des États-Unis. La ville est le siège de l'archidiocèse de Concepción avec la cathédrale de la Très-Sainte-Conception, construite en 1940-1964, l'ancienne ayant été détruite par un tremblement de terre.

## Économie et éducation
Le Grand Concepción dispose d'un noyau industriel, marchand et de services important.
La ville de Concepción possède 8 universités privées dont la première université privée du pays, l'Université de Concepción créée en 1919; également, une université publique, l'Universitad del Bíobío, et constitue le deuxième pôle universitaire du pays.
La commune voisine de Hualpén possède un parc industriel important qu'elle partage avec sa voisine Talcahuano (sidérurgie avec le site de Huachipato, produits chimiques et pétroliers, construction mécanique avec Edyce, transformation de produits métalliques avec Inchalam, les cimenteries Biobio).
La ville voisine de Talcahuano est aussi le premier port militaire du Chili (construction et réparation de navires militaires et privés à l'ASMAR). Elle est également le premier port industriel (San Vincente) et de pêche du Chili.

Elle est dotée d'un aéroport (Carriel Sur, (code AITA : CCP).

## Galerie

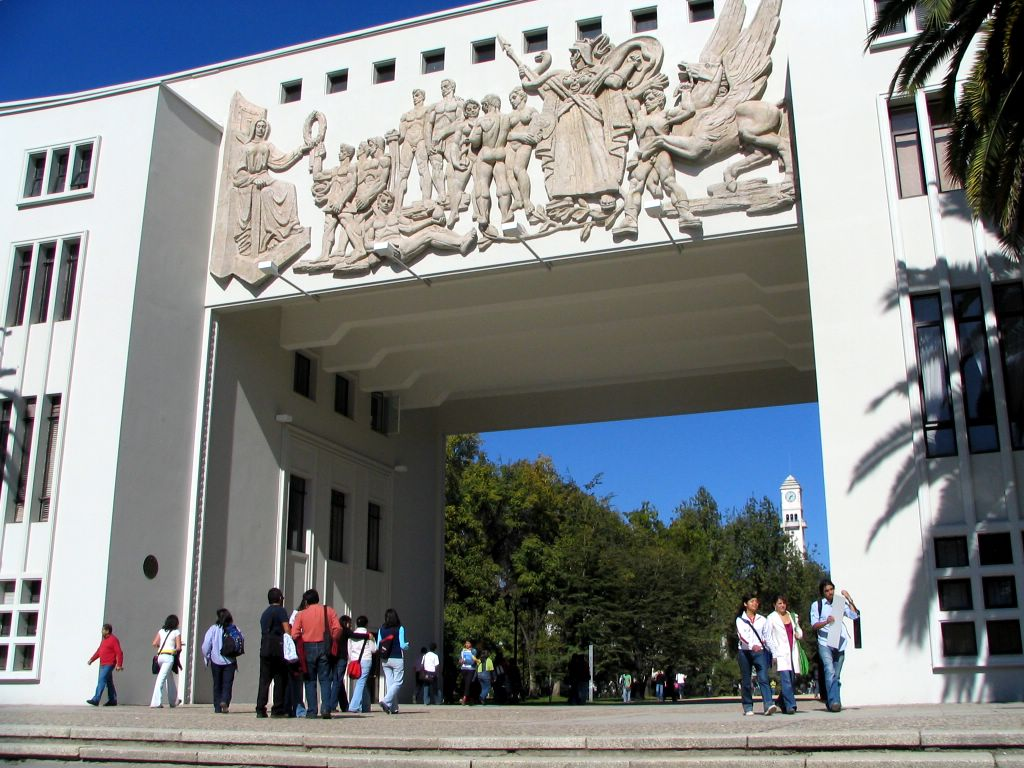
Arc de la faculté de médecine de l'université de Concepción.
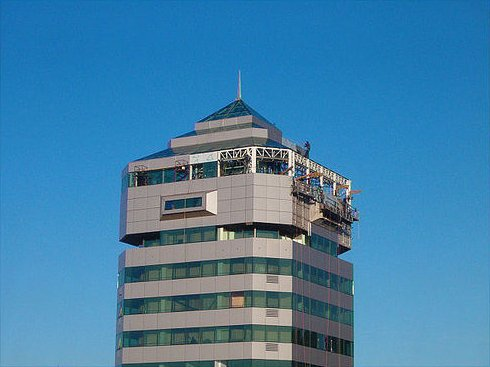
Tour Lígure à Concepción.
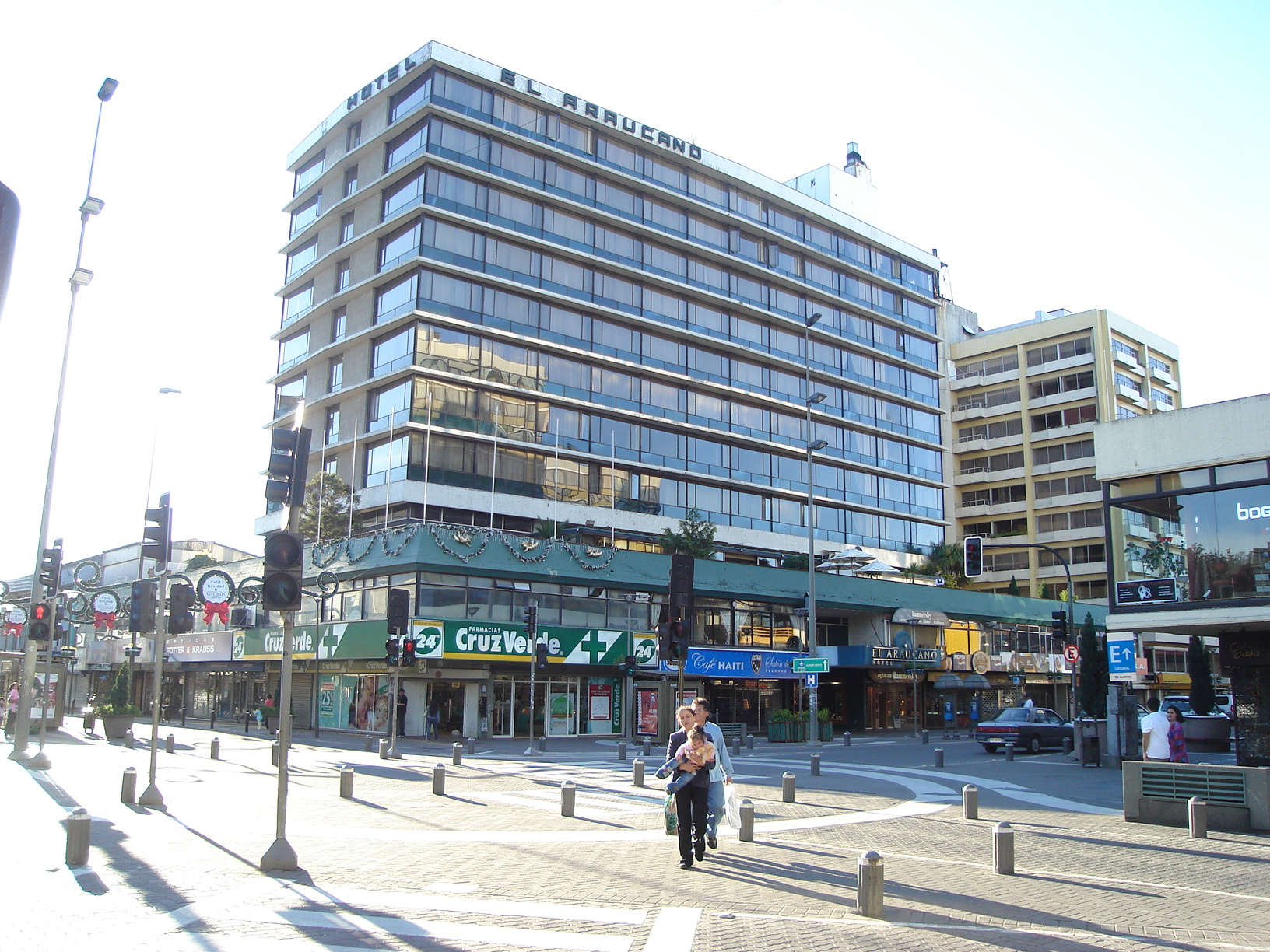
L'hôtel Araucano de Concepción, l'un des plus centraux de la ville.
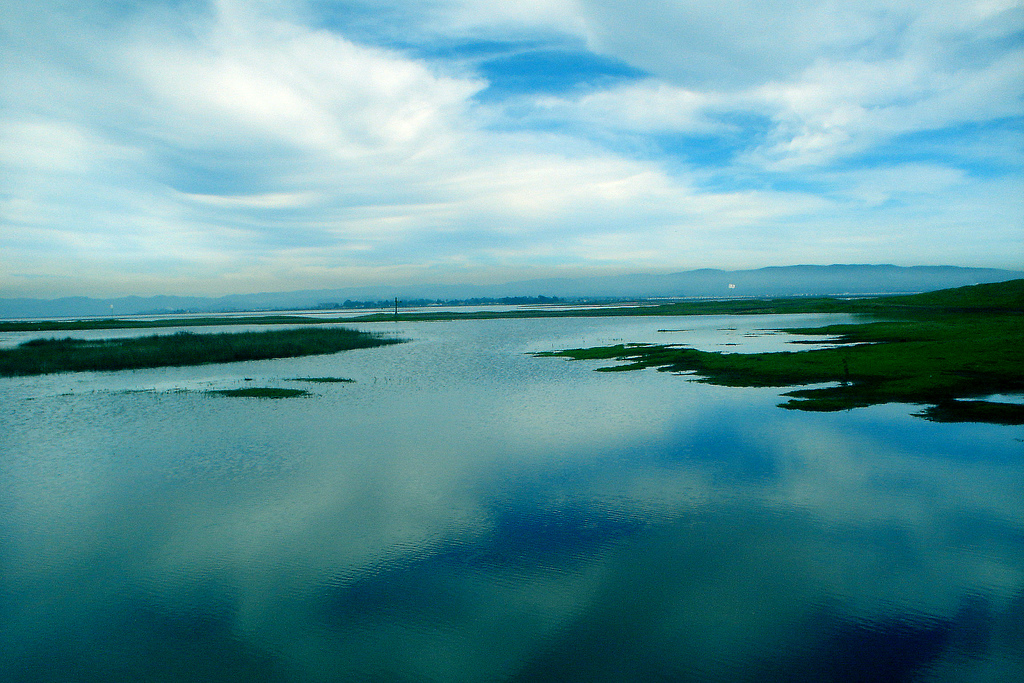
L'embouchure du fleuve Bio Bio.
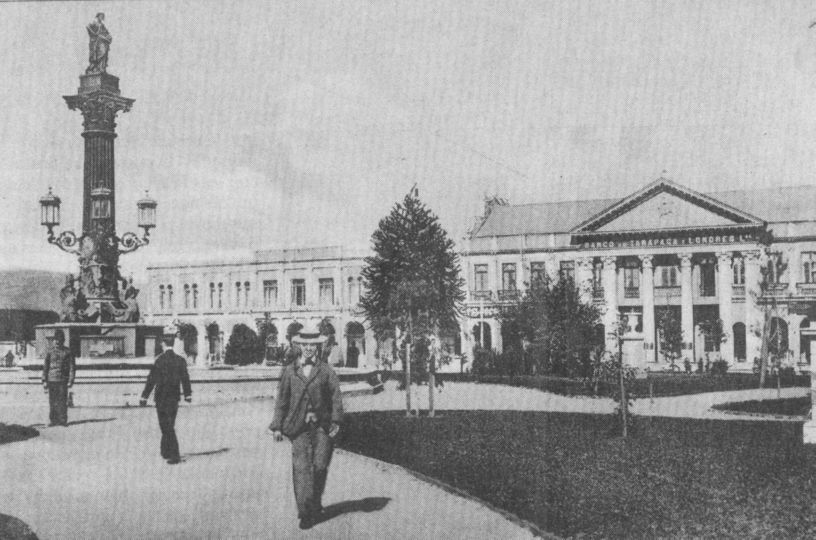
La Place de l'indépendance en 1910.
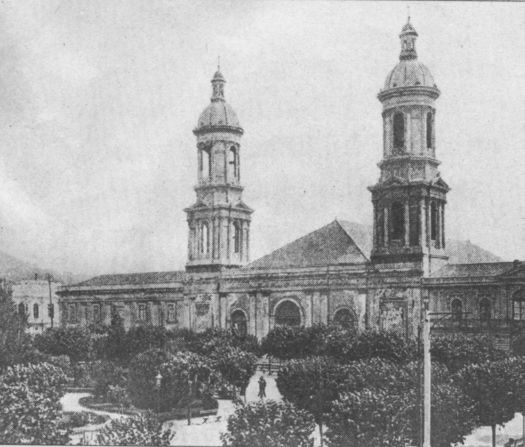
L'ex-Cathédrale de Concepción.
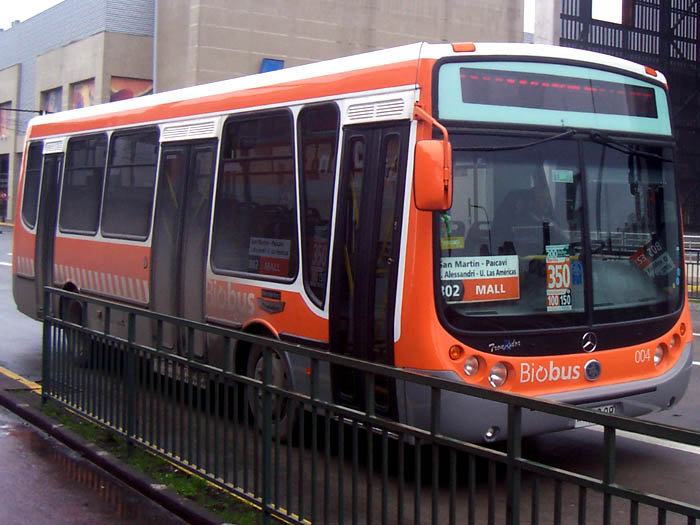
Le Bio Bus.
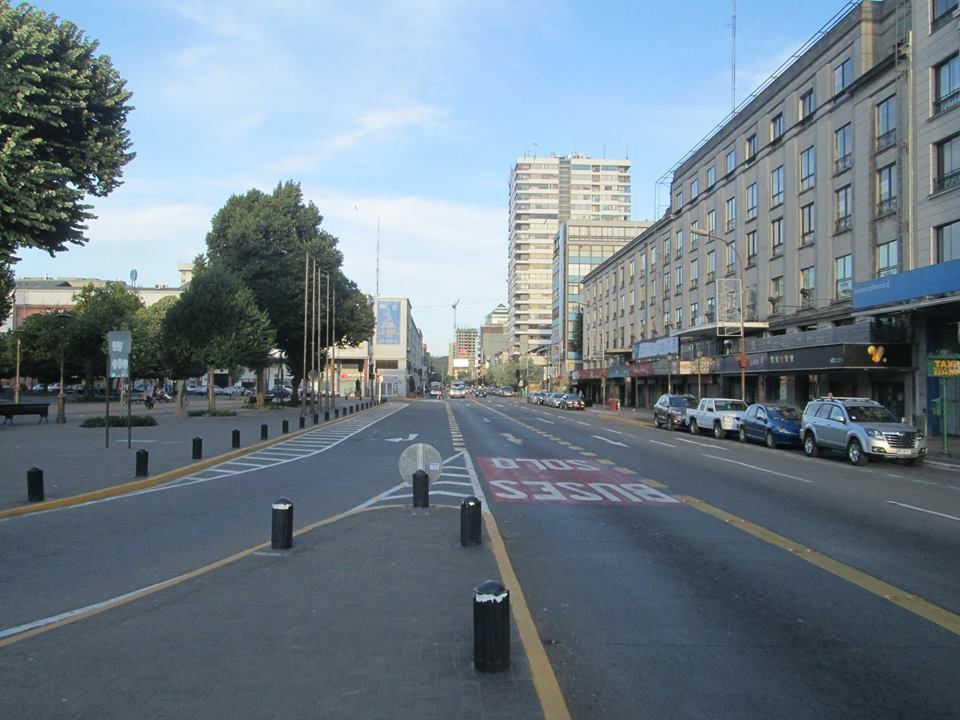
L'avenue O'Higgins.
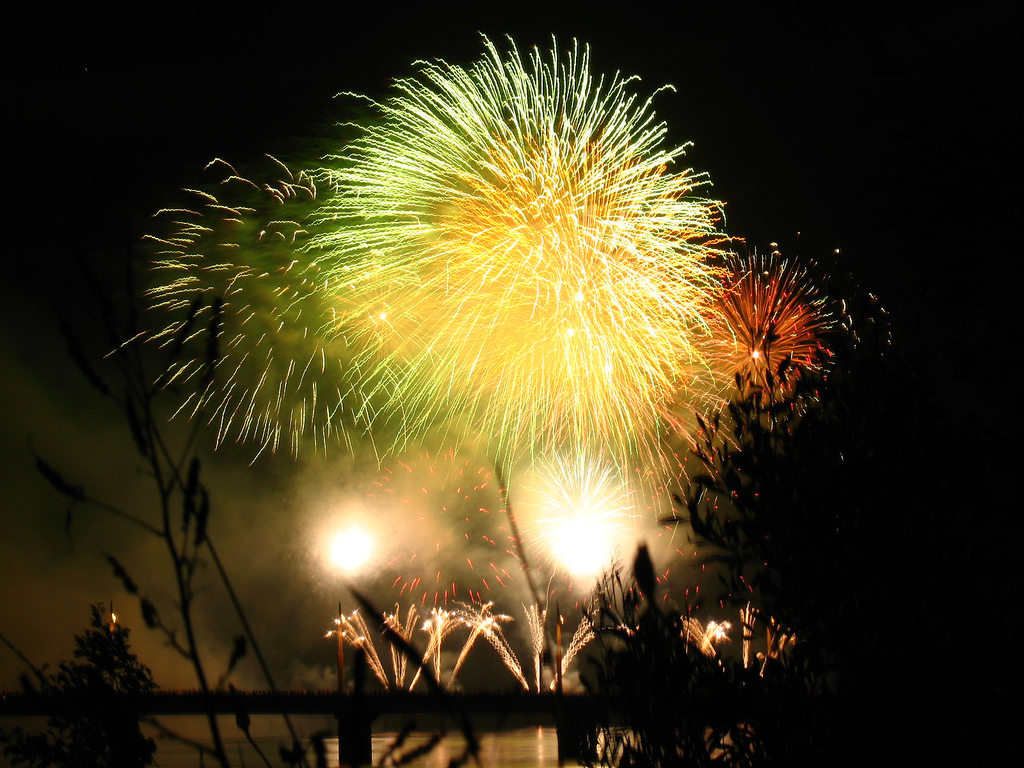
Une nouvelle année à Concepción.
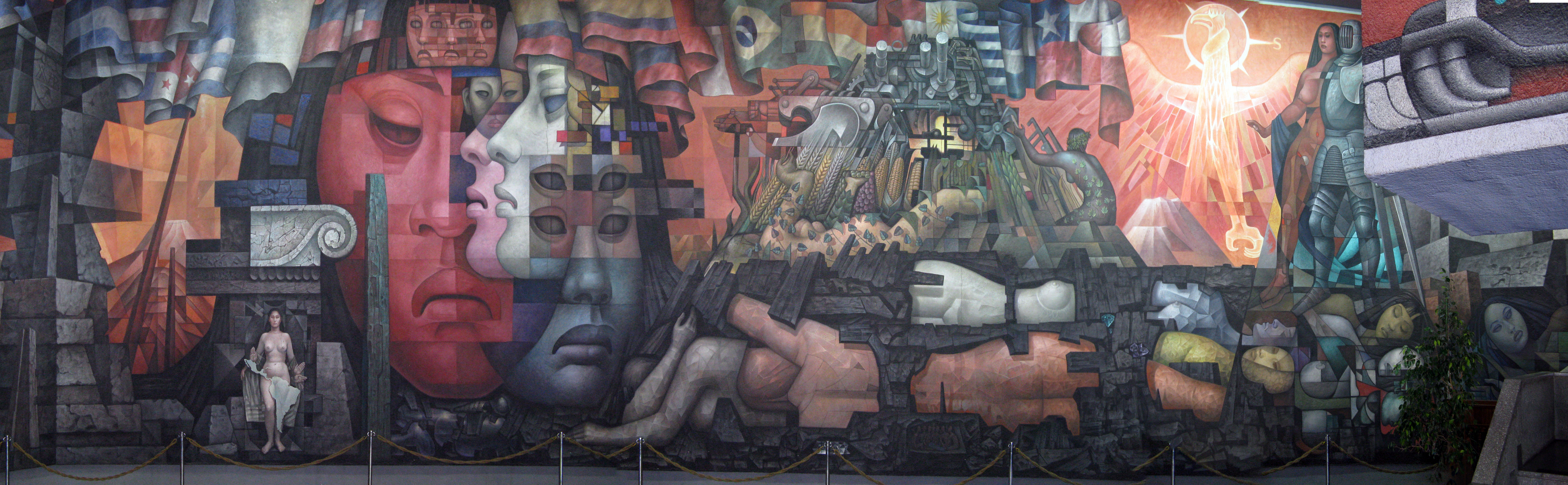
Presencia de América Latina, peinture murale déclarée monument historique.
Historia de Concepción, peinture murale déclarée monument historique.

## Jumelages
| Ville | Ville                 | Pays | Pays             | Période                     |
| ----- | --------------------- | ---- | ---------------- | --------------------------- |
|       | Auckland              |      | Nouvelle-Zélande |                             |
|       | Bethléem              |      | Palestine        |                             |
|       | Campinas              |      | Brésil           | depuis le 1er décembre 1979 |
|       | Cascavel              |      | Brésil           |                             |
|       | Cuenca                |      | Équateur         |                             |
|       | Guayaquil             |      | Équateur         |                             |
|       | La Plata              |      | Argentine        |                             |
|       | Monterrey,            |      | Mexique          | depuis le 24 mars 1997      |
|       | Rosario               |      | Argentine        |                             |
|       | San Miguel de Tucumán |      | Argentine        | depuis 2013                 |

## Personnalités
- Marco Enríquez-Ominami, cinéaste et homme politique
- Adrián García, joueur de tennis
- Enrique Molina Garmendia (en), fondateur de l’université de Concepción
- Mónica Rincón, journaliste et présentatrice de télévision chilienne
- Ximena Rincón, avocate et femme politique chilienne
- Véronique Thouvenot, médecin chilienne.

Position de Concepcion (en rouge) au sein de la région du Biobío.

- Le groupe de rock De Saloon